# 四條畷市立四條畷西中学校
四條畷市立四條畷西中学校（しじょうなわてしりつ しじょうなわてにしちゅうがっこう）は、大阪府四條畷市にある公立中学校。大阪府の中学校としては珍しく学校給食を実施（学校給食センター方式）している。

## 沿革
- 1979年 - 四條畷市立四條畷中学校より分離し、開校。

## 通学区域
- 四條畷市立四條畷南小学校、 四條畷市立くすのき小学校、四條畷市立岡部小学校の通学区域。

## 交通
- JR学研都市線 忍ケ丘駅 西へ約1.4km。